# Paraumbogrella pumilio
Paraumbogrella pumilio is een hooiwagen uit de familie Sclerosomatidae.